# طيران ميديتيرانيه
طيران ميديتيرانيه أو طيران البحر الأبيض المتوسط (بالإنجليزية: Air Méditerranée) هي شركة طيران فرنسية تأسست سنة 1997.

## الأسطول
- 3 إيرباص إيه 100-A321
- 2 إيرباص إيه 200-A321
- 2 بوينغ 500-737

## حوادث
مارس 2013: طائرة تابعة للشركة من نوع إيرباص A321-111 المسجلة SX-BHS خرجت عن المدرج في مطار ليون
فبراير 2009: طائرة تابعة للشركة من نوع إيرباص A321-200 المسجلة F-GYAJ خرجت عن المدرج في في مطار باريس. لم تقع اصابات لكن الأضرار التي لحقت الطائرة كانت كبيرة.

## وصلات خارجية
- الموقع الإلكتروني